# Tchout Jaques

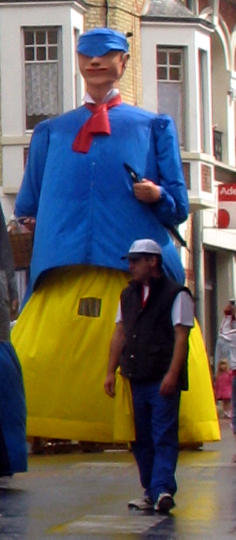
L'averse a mouillé les épaules de Tchout Jacques et le vent gonfle ses vêtements en 2007.

Tchout Jaques (parfois écrit « T'Chout Jaques ») - en picard, « Petit Jacques » - est un géant de processions et de cortèges inauguré en 1929 et symbolisant la ville de Ham (Somme), en France.

## Caractéristiques
Le géant, représentant un maraîcher au foulard rouge portant, au bras droit, un panier d'où dépasse la tête d'un canard et, dans la main gauche, un parapluie, en est à sa deuxième version, mise en service en 2005. D'une hauteur de 4,50 m et d'un poids de 115 kg, il nécessite 2 porteurs. Le diamètre du panier est de 1,80 m à la base.
Tchout Jaques est très généralement accompagné de son « épouse », Armandine et de son « fils » Dudule.

## Pour approfondir